# Frisch Auf Göppingen
Maillots
Actualités
Dernière mise à jour : 03 mai 2023.

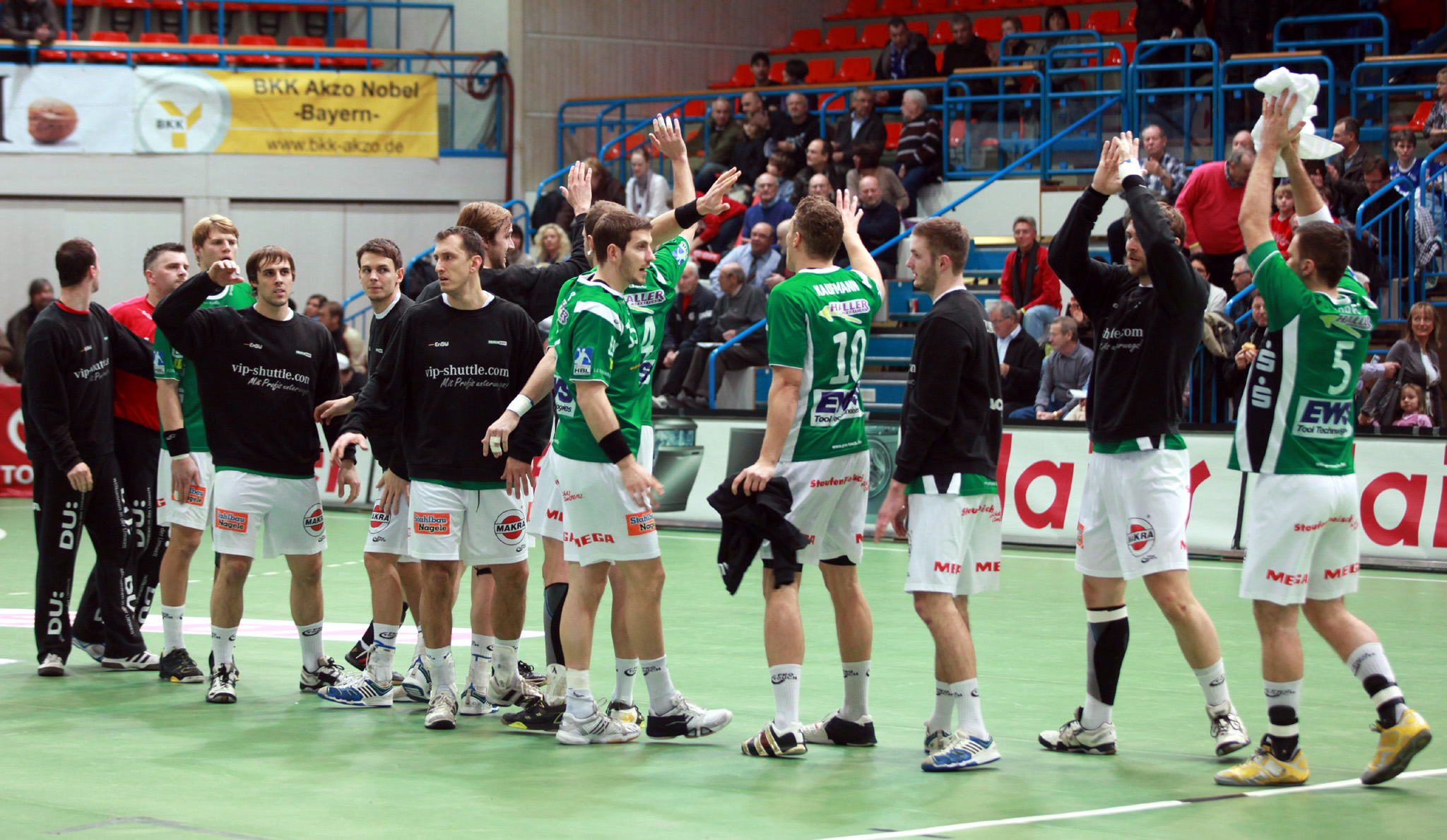
Le Frisch Auf Göppingen après le match face au TV Großwallstadt en 2010.

La section handball masculin du FRISCH AUF! Göppingen est un club de handball situé à Göppingen dans le Bade-Wurtemberg. Ce club possède également une section de handball féminin, chacune de celle-ci opérant dans l'élite du championnat allemand. Le club évolue depuis 2001 en 1.Bundesliga.
Club historique en Allemagne, le club a remporté neuf championnats entre 1954 et 1972 et à deux reprises la Coupe des clubs champions (1960, 1962). Rentré dans le rang ensuite, le club retrouve le haut de l'affiche dans les années 2010 en remportant trois Coupes de l'EHF en cinq ans (2011, 2012 et 2016).

## Histoire

### L'âge d'or
Les grandes années du Frisch Auf Göppingen ont commencé après la Seconde Guerre mondiale.
Avec notamment l'arrivée des frères Kempa dans le club, dont Bernhard Kempa, qui deviendra par la suite un légendaire joueur de classe internationale, le Frisch Auf Göppingen remporte plusieurs titres.
Il parvient à freiner le SV Polizei Hambourg qui remportait, depuis quatre ans, le titre de champion d'Allemagne, en remportant l'édition 1953-1954. S'ensuivent huit autres championnats d'Allemagne jusqu'en 1972. 
Sur le plan international, après avoir atteint la finale de la Coupe des clubs champions en 1959, le club remporte les éditions suivantes en 1960 et en 1962.

### La régression
Si le Frisch Auf Göppingen termine encore deuxième en 1973 puis troisième en 1974 en Bundesliga, mais l'âge d'or est bien révolu.
En effet, le club dégringole à la sixième place de la poule sud en 1975, puis huitième place de la poule sud, soit premier non relégable, en 1976 : le Frisch Auf Göppingen doit alors jouer des barrages de relégation face au VfL Bad Schwartau où il s'impose avec un total de 42-36 et obtient donc son maintien
En 1984, le Frisch Auf Göppingen termine 7e du Championnat (de) mais est relégué en 2.Bundesliga pour violation du statut d'amateur.
Deuxième de la poule sud lors de la saison 1984/1985, le club remonte toutefois tout de suite dans l'élite. Lors des saisons suivantes, le Frisch Auf Göppingen termine dans la deuxième moitié de classement jusqu'à la 13e place obtenue en 1989, synonyme de relégation en 2.Bundesliga.
En 1994, le club termine à la 17e place, synonyme de relégation au niveau régional. Mais, en même temps, le TSV Scharnhausen est relégué de 1. Bundesliga : distants de 30 km, les deux clubs s'entendent pour former le SG Göppingen/Scharnhausen en 2.Bundesliga. L'entente dure jusqu'en 1997 puis le Frisch Auf Göppingen termine enfin premier sa poule en 2001, ce qui lui permet de retrouver l'élite allemande après 12 saisons en 2.Bundesliga.

### Le retour
Depuis la remontée du club lors de la saison 2001-2002, le Frisch Auf Göppingen navigue au milieu du classement, dont la meilleure place fut cinquième lors des saisons 2010-2011 et 2014-2015.
Ces bonnes performances lui permettent de retrouver plusieurs fois la coupe d'Europe, remportant la Coupe de l'EHF masculine trois fois dont deux saisons d'affilée (2011, 2012, 2016).

### Parcours depuis 1966
| Saison    | Niv.       | Place          |
| --------- | ---------- | -------------- |
| 1966-1967 | Ligue rég. | 1er            |
| 1967-1968 | 1          | 2e (Poule sud) |
| 1968-1969 | 1          | 2e (Poule sud) |
| 1969-1970 | 1          | Champion       |
| 1970-1971 | 1          | 1/2 finaliste  |
| 1971-1972 | 1          | Champion       |
| 1972-1973 | 1          | Finaliste      |
| 1973-1974 | 1          | 1/2 finaliste  |
| 1974-1975 | 1          | 6e (Poule sud) |
| 1975-1976 | 1          | 8e (Poule sud) |
| 1976-1977 | 1          | 5e (Poule sud) |
| 1977-1978 | 1          | 8e             |
| 1978-1979 | 1          | 4e             |
| 1979-1980 | 1          | 7e             |
| 1980-1981 | 1          | 4e             |

| Saison    | Niv. | Place           |
| --------- | ---- | --------------- |
| 1981-1982 | 1    | 11e             |
| 1982-1983 | 1    | 5e              |
| 1983-1984 | 1    | 7e              |
| 1984-1985 | 2    | 2e (Poule sud)  |
| 1985-1986 | 1    | 9e              |
| 1986-1987 | 1    | 11e             |
| 1987-1988 | 1    | 7e              |
| 1988-1989 | 1    | 13e             |
| 1989-1990 | 2    | 4e (Poule sud)  |
| 1990-1991 | 2    | 3e (Poule sud)  |
| 1991-1992 | 2    | 3e (Poule sud)  |
| 1992-1993 | 2    | 9e (Poule sud)  |
| 1993-1994 | 2    | 17e (Poule sud) |
| 1994-1995 | 2    | 5e (Poule sud)  |
| 1995-1996 | 2    | 3e              |

| Saison    | Niv. | Place |
| --------- | ---- | ----- |
| 1996-1997 | 2    | 4e    |
| 1997-1998 | 2    | 7e    |
| 1998-1999 | 2    | 6e    |
| 1999-2000 | 2    | 2e    |
| 2000-2001 | 2    | 1er   |
| 2001-2002 | 1    | 11e   |
| 2002-2003 | 1    | 11e   |
| 2003-2004 | 1    | 14e   |
| 2004-2005 | 1    | 8e    |
| 2005-2006 | 1    | 8e    |
| 2006-2007 | 1    | 10e   |
| 2007-2008 | 1    | 9e    |
| 2008-2009 | 1    | 6e    |
| 2009-2010 | 1    | 6e    |
| 2010-2011 | 1    | 5e    |

| Saison    | Niv. | Place    |
| --------- | ---- | -------- |
| 2011-2012 | 1    | 8e       |
| 2012-2013 | 1    | 11e      |
| 2013-2014 | 1    | 13e      |
| 2014-2015 | 1    | 5e       |
| 2015-2016 | 1    | 6e       |
| 2016-2017 | 1    | 10e      |
| 2017-2018 | 1    | 10e      |
| 2018-2019 | 1    | 8e       |
| 2019-2020 | 1    | 11e      |
| 2020-2021 | 1    | 7e       |
| 2021-2022 | 1    | 5e       |
| 2022-2023 | 1    | en cours |

## Palmarès
| Compétitions internationales | Compétitions nationales                                                                            |
| - Coupe des clubs champions (2) : - Vainqueur en 1960, 1962 - Finaliste en 1959 - Coupe de l'EHF (4) : - Vainqueur en 2011, 2012, 2016, 2017 - Finaliste en 2006 | - Championnat d'Allemagne (9) : - Champion en 1954, 1955, 1958, 1959, 1960, 1961, 1965, 1970, 1972 |

## Personnalités liées au club

### Joueurs emblématiques
Parmi les joueurs emblématiques du club, on trouve
- Bernhard Kempa (1947-1957)
- Martin Schwalb (1982-1984)
- Jerzy Klempel (1982-1991)
- Oliver Roggisch (2000-2002)
- Jaume Fort (2001-2004)
- Lars-Henrik Walther (2002-2006)
- Bruno Souza (1999-2006)
- Volker Michel (2004-2007)
- Martin Galia (2004-2008)
- / Jaliesky García (2003-2009)
- Kai Häfner (2007-2011)
- Pavel Horák (2007-2013)
- Žarko Marković (2012-2013)
- Momir Rnić (2011-2014)
- Dragoș Oprea (1999-2015)
- Michael Kraus (2002-2007 et 2013-2016)
- Kévynn Nyokas (2014-2016)
- Manuel Späth (2006-2017)
- Lars Kaufmann (2009-2011 et 2015-2017)
- Žarko Šešum (2014-2018)
- Adrian Pfahl (2015-2018)
- Primož Prošt (2013-2019)

### Entraîneurs
La liste des entraîneurs du club est :
- Bernhard Kempa : de 07/1966 à 06/1971
- Edmund Meister : de 07/1971 à 06/1973
- Heinz Tröger : de 07/1973 à 12/1974
- Erwin Singer : de 01/1975 à 06/1976
- Hans-Joachim Klein : de 07/1976 à 12/1976
- Horst Singer : de 01/1977 à 06/1978
- Erwin Blum : de 07/1978 à 06/1980
- Wolf-Dieter Nagel : de 07/1980 à 06/1982
- Erwin Blum : de 07/1982 à 06/1984
- Hans Moser : de 07/1984 à 06/1996
- Horst Keilwerth : de 07/1986 à 06/1987
- Zdravko Miljak : de 07/1987 à 06/1988
- Arnulf Dümmel : de 07/1988 à 06/1989
- Armin Eisele : de 07/1989 à 12/1989
- Thomas Kibele  : de 12/1989 à 12/1992
- Rolf Schlögl  : de 12/1992 à 06/1993
- Stefan König  : de 07/1993 à 06/1994
- Rolf Brack  : de 07/1994 à 04/1996
- Oleg Gagine (de) : de 04/1996 à 07/1998
- Kurt Reusch  : de 07/1998 à 07/2000
- Christian Fitzek  : de 07/2000 à 12/2003
- Milomir Mijatović (de) : de 12/2003 à 02/2004
- Marc Nagel : de 02/2004 à 02/2004
- Kurt Reusch/Marc Nagel : de 02/2004 à 07/2004
- Velimir Petković : de 07/2004 à 12/2013
- Aleksandar Knežević : de 12/2013 à 07/2014
- Magnus Andersson : de 07/2014 à 09/2017
- Rolf Brack : de 09/2017 à 06/2018
- Hartmut Mayerhoffer : de 06/2018 à 11/2022
- Markus Baur : depuis 11/2022

## EWS Arena
L'EWS Arena est la salle des sections masculine et féminine (voir du Frisch Auf Göppingen (féminines)) du club, la salle possède une capacité de 5 600 places.
Elle fut construite de 1964 à 1967, fut rénovée en 2008 et étendué en 2009.
Au cours de cette rénovation, le club occupa la Porsche-Arena de Stuttgart.
Aujourd'hui la salle est connue sous le nom de l'enfer du sud.